# Kombinat
Kombinat – przedsiębiorstwo stanowiące zespół zakładów, działające pod wspólnym zarządem.

## Polska
W Polsce funkcjonowały kombinaty rolne (1960-1992).
Stanowiły one także zespół zakładów przemysłowych, budowlanych lub budowlano-przemysłowych w okresie PRL (od 1969). Organizacyjnie były podporządkowane zjednoczeniom branżowym, szereg z nich bezpośrednio ministerstwom.

### Lista wybranych[przez kogo?]kombinatów
- Kombinat Rolny Kietrz
- Kombinat Aparatury Badawczej i Dydaktycznej „Kabid”, Warszawa
- Kombinat Dźwigów Osobowych „Zremb”, Warszawa
- Kombinat Górniczo-Hutniczy Miedzi, Lubin
- Kombinat Koksochemiczny „Zabrze”, Zabrze
- Kombinat Kopalń i Zakładów Przetwórczych Siarki „Siarkopol”, Tarnobrzeg
- Kombinat Maszyn Włókienniczych „Wifama”, Łódź
- Kombinat Opakowań Blaszanych Lekkich „Opakomet”, Kraków
- Kombinat Wyrobów z Metali Szlachetnych i Platerów „Polsrebro”, Warszawa
- Kombinat Metalurgiczny – Huta im. Lenina, Kraków
- Kombinat Metalurgiczny – Huta Katowice, Dąbrowa Górnicza
- Kombinat Przemysłu Narzędziowego VIS,
- Kombinat Przetwórstwa Owocowo-Warzywnego „Hortex”, Góra Kalwaria
- Kombinat Rolno-Przemysłowy „Igloopol”, Dębica
- Kombinat Typowych Elementów Hydrauliki Siłowej „PZL-Hydral”, Wrocław
- Kombinat Urządzeń Mechanicznych „Bumar-Łabędy”, Gliwice
- Kombinat Zakładów Przemysłu Skórzanego „Podhale”, Nowy Targ
- Kombinat Przemysłu Kabli „Polkabel”, Kraków

## NRD
Np. powołane w 1948 na terenach późniejszej NRD branżowe zrzeszenia, np. przemysłu stoczniowego (Vereinigung Volkseigener Werften – VVW), w 1959 przekształcono w zjednoczenia (np. Vereinigung Volkseigener Betriebe Schiffbau – VVB), w 1979 w kombinaty (np. Kombinat Schiffbau Rostock).

## ZSRR
W ZSRR powołano m.in. setki zjednoczeń produkcyjnych (производственное объединение), np. „Kamaz” (КамАЗ), „AvtoVAZ” (АвтоВАЗ), „ZiŁ” (ЗИЛ), zjednoczenia produkcji traktorów, obrabiarek, Mińskie Zjednoczenie Obuwnicze „Łucz” (Луч), Kijowskie Zjednoczenie Galanterii Skórzanej „Ukrkożgalanteria” (Укркожгалантерея).

## W innych krajach
W Bułgarii były to tzw. państwowe organizacje gospodarcze, w Czechosłowacji – koncerny i kombinaty.